# 1981 QW2
1981 QW2 är en asteroid i huvudbältet som upptäcktes den 23 augusti 1981 av den belgiske astronomen Henri Debehogne vid La Silla-observatoriet.
Den har en diameter på ungefär 2 kilometer.